# 闲聊波尔卡
喋喋不休波尔卡（德語：Tritsch-Tratsch-Polka），有时也称为《叽叽喳喳波尔卡》，是小约翰·施特劳斯第214號作品，作于1858年，同年在俄国彼得堡的近郊首次演出。这是一首舞曲小品，有声有色地表现了妇女们嚷着笑着和愉快地闲聊的情景，是作者的波尔卡舞曲中较为流行的一首。
《喋喋不休》之名借用自維也納一家諷刺週刊，該週刊的刊名則是借自約翰·涅斯妥伊的戲作。
本曲采用複三部曲式，A大调，快板，
拍。在三小节引子之后，用顿音奏法呈示出跳跃的主题。这一用倚音构成的主题旋律轻巧而略带诙谐，生动而逼真地刻画了一群叽叽喳喳、喋喋不休的快乐妇女形象。之后乐曲以这一主题为基调，频繁地采用了倚音、波音、颤音等装饰音技巧，维妙维肖地描绘了妇女们快活的说笑声。最后，乐曲在欢快而幽默的气氛中结束。

## 外部連結
- 《闲聊波尔卡》：国际乐谱典藏计划上的乐谱